# Prasmodon almasolisae
Prasmodon almasolisae (лат.) — вид мелких наездников подсемейства Microgastrinae из семейства Braconidae (Ichneumonoidea). Видовое название almasolisae дано в честь американского энтомолога Alma Solis (National Museum of Natural History, Smithsonian Institution, Вашингтон, США), крупного специалиста по бабочкам из семейств Crambidae, Pyralidae и Thyrididae.

## Распространение
Неотропика (Коста-Рика).

## Описание
Паразитические наездники крупных для микрогастерин размеров. Длина тела 4,5—5,0 мм, длина переднего крыла 4,9—5,4 мм. Основная окраска желтовато-оранжевая. От близких таксонов отличается 
тёмными усиками и ногами: задние лапки буровато-чёрные; средние голени жёлтые. Паразитируют на гусеницах бабочек (Elachistidae), Antaeotricha radicalis, Antaeotricha ribbei, Antaeotricha, Antaeotricha thapsinopa, Gonionota, Stenoma.
Яйцеклада равен около половины от длины задней голени; первый тергит гладкий; второй тергит поперечный. Переднее крыло с закрытым ареолетом (вторая субмаргинальная ячейка). Проподеум с морщинками и гладкими местами. Лунулы треугольные. Нотаули глубокие. Жгутик усика 16-члениковый. Нижнечелюстные щупики 5-члениковые, нижнегубные щупики состоят из 3 сегментов. Дыхальца первого брюшного тергиты находятся на латеротергитах.